# Nissan R89C
 (août 2017).
Si vous disposez d'ouvrages ou d'articles de référence ou si vous connaissez des sites web de qualité traitant du thème abordé ici, merci de compléter l'article en donnant les références utiles à sa vérifiabilité et en les liant à la section « Notes et références ».
Chronologie des modèles
Nissan R88C Nissan R90C
La Nissan R89C est une voiture de course du FIA Groupe C développée par Lola Cars dans le but de participer au championnat du monde des voitures de sport, au championnat du Japon de sport-prototypes ainsi qu'aux 24 Heures du Mans.

## Développement

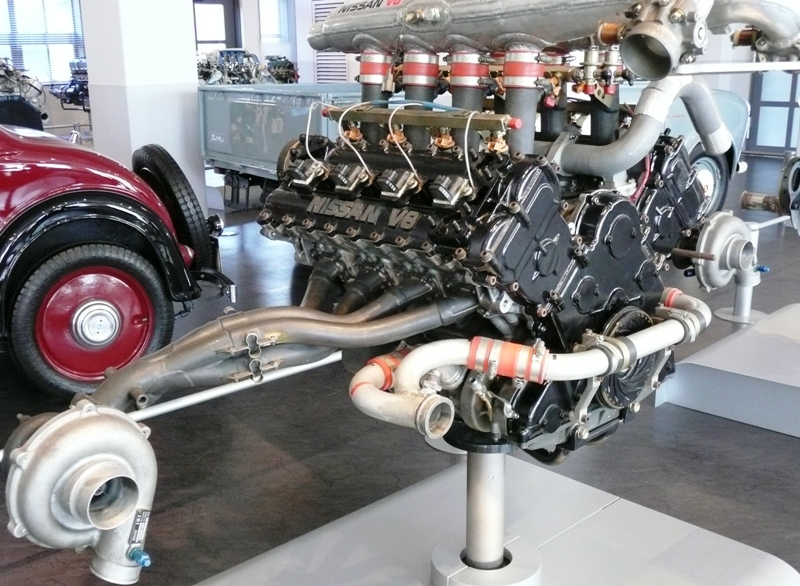
Vue du bloc moteur VRH35Z

Pendant plusieurs saisons, l'implication de Nissan en FIA Groupe C se limitait à seulement deux courses du championnat du monde des voitures de sport : les 24 Heures du Mans et la course locale de Fuji. Nissan change sa politique après 1988, lorsque la FIA déclare que les écuries doivent participer à toutes les courses du championnat et ne peuvent plus choisir les épreuves auxquelles elles souhaitent participer.
Pour affronter un nouveau calendrier plus chargé, des changements drastiques sont mis en place. Un nouveau siège européen est créé à Milton Keynes et la construction d'une nouvelle voiture est commandée. March Engineering, jusqu'à présent partenaire châssis de Nissan, est remplacé par Lola Cars.

## Résultats sportifs
| Course                              | Date         | no | Écurie                           | Pilotes                            | Châssis                     | Classement |
| Course                              | Date         | no | Écurie                           | Pilotes                            | Moteur                      | Classement |
| ----------------------------------- | ------------ | -- | -------------------------------- | ---------------------------------- | --------------------------- | ---------- |
| 480 km de Dijon                     | 21 mai       | 23 | Nissan Motorsports International | Julian Bailey Mark Blundell        | #01                         | 15e        |
| 480 km de Dijon                     | 21 mai       | 23 | Nissan Motorsports International | Julian Bailey Mark Blundell        | Nissan VRH35Z 3.5L Turbo V8 | 15e        |
| Tropheo Repsol (480 km)             | 25 juin      | 23 | Nissan Motorsports International | Julian Bailey Mark Blundell        | #04                         | 8e         |
| Tropheo Repsol (480 km)             | 25 juin      | 23 | Nissan Motorsports International | Julian Bailey Mark Blundell        | Nissan VRH35Z 3.5L Turbo V8 | 8e         |
| Brands Hatch Trophy (480 km)        | 23 juillet   | 23 | Nissan Motorsports International | Julian Bailey Andrew Gilbert-Scott | #01                         | Abandon    |
| Brands Hatch Trophy (480 km)        | 23 juillet   | 23 | Nissan Motorsports International | Julian Bailey Andrew Gilbert-Scott | Nissan VRH35Z 3.5L Turbo V8 | Abandon    |
| International ADAC Trophäe (480 km) | 20 août      | 23 | Nissan Motorsports International | Julian Bailey Andrew Gilbert-Scott | #04                         | Abandon    |
| International ADAC Trophäe (480 km) | 20 août      | 23 | Nissan Motorsports International | Julian Bailey Andrew Gilbert-Scott | Nissan VRH35Z 3.5L Turbo V8 | Abandon    |
| Wheatcroft Gold Cup (480 km)        | 3 septembre  | 23 | Nissan Motorsports International | Julian Bailey Mark Blundell        | #04                         | 3e         |
| Wheatcroft Gold Cup (480 km)        | 3 septembre  | 23 | Nissan Motorsports International | Julian Bailey Mark Blundell        | Nissan VRH35Z 3.5L Turbo V8 | 3e         |
| 480 km de Spa                       | 17 septembre | 23 | Nissan Motorsports International | Julian Bailey Mark Blundell        | #01                         | 3e         |
| 480 km de Spa                       | 17 septembre | 23 | Nissan Motorsports International | Julian Bailey Mark Blundell        | Nissan VRH35Z 3.5L Turbo V8 | 3e         |
| Trofeo Hermanos Rodriguez (480 km)  | 29 octobre   | 23 | Nissan Motorsports International | Julian Bailey Mark Blundell        | #04                         | 12e        |
| Trofeo Hermanos Rodriguez (480 km)  | 29 octobre   | 23 | Nissan Motorsports International | Julian Bailey Mark Blundell        | Nissan VRH35Z 3.5L Turbo V8 | 12e        |

| Course                | Date    | no | Écurie                           | Pilotes                         | Châssis                     | Classement |
| Course                | Date    | no | Écurie                           | Pilotes                         | Moteur                      | Classement |
| --------------------- | ------- | -- | -------------------------------- | ------------------------------- | --------------------------- | ---------- |
| Fujifilm Cup (480 km) | 8 avril | 24 | Nissan Motorsports International | Anders Olofsson Masahiro Hasemi | #01                         | 3e         |
| Fujifilm Cup (480 km) | 8 avril | 24 | Nissan Motorsports International | Anders Olofsson Masahiro Hasemi | Nissan VRH35Z 3.5L Turbo V8 | 3e         |

| Course            | Date          | no | Écurie             | Pilotes                                         | Châssis                     | Classement |
| Course            | Date          | no | Écurie             | Pilotes                                         | Moteur                      | Classement |
| ----------------- | ------------- | -- | ------------------ | ----------------------------------------------- | --------------------------- | ---------- |
| 24 Heures du Mans | 10 au 11 juin | 23 | Nissan Motorsports | Masahiro Hasemi Kazuyoshi Hoshino Toshio Suzuki | #03                         | Abandon    |
| 24 Heures du Mans | 10 au 11 juin | 23 | Nissan Motorsports | Masahiro Hasemi Kazuyoshi Hoshino Toshio Suzuki | Nissan VRH35Z 3.5L Turbo V8 | Abandon    |
| 24 Heures du Mans | 10 au 11 juin | 24 | Nissan Motorsports | Julian Bailey Mark Blundell Martin Donnelly     | #01                         | Abandon    |
| 24 Heures du Mans | 10 au 11 juin | 24 | Nissan Motorsports | Julian Bailey Mark Blundell Martin Donnelly     | Nissan VRH35Z 3.5L Turbo V8 | Abandon    |
| 24 Heures du Mans | 10 au 11 juin | 25 | Nissan Motorsports | Geoff Brabham Chip Robinson Arie Luyendyk       | #02                         | Abandon    |
| 24 Heures du Mans | 10 au 11 juin | 25 | Nissan Motorsports | Geoff Brabham Chip Robinson Arie Luyendyk       | Nissan VRH35Z 3.5L Turbo V8 | Abandon    |

| Course            | Date       | no | Écurie             | Pilotes                         | Châssis                     | Classement |
| Course            | Date       | no | Écurie             | Pilotes                         | Moteur                      | Classement |
| ----------------- | ---------- | -- | ------------------ | ------------------------------- | --------------------------- | ---------- |
| 500 mile Fuji     | 23 juillet | 24 | Nissan Motorsports | Anders Olofsson Masahiro Hasemi | #03                         | 8e         |
| 500 mile Fuji     | 23 juillet | 24 | Nissan Motorsports | Anders Olofsson Masahiro Hasemi | Nissan VRH35Z 3.5L Turbo V8 | 8e         |
| 1000 km de Fuji   | 8 octobre  | 23 | Nissan Motorsports | Kazuyoshi Hoshino Toshio Suzuki | #02                         | Abandon    |
| 1000 km de Fuji   | 8 octobre  | 23 | Nissan Motorsports | Kazuyoshi Hoshino Toshio Suzuki | Nissan VRH35Z 3.5L Turbo V8 | Abandon    |
| 1000 km de Fuji   | 8 octobre  | 24 | Nissan Motorsports | Anders Olofsson Masahiro Hasemi | #03                         | 8e         |
| 1000 km de Fuji   | 8 octobre  | 24 | Nissan Motorsports | Anders Olofsson Masahiro Hasemi | Nissan VRH35Z 3.5L Turbo V8 | 8e         |
| 1000 km de Suzuka | 3 décembre | 23 | Nissan Motorsports | Kazuyoshi Hoshino Toshio Suzuki | #02                         | Accident   |
| 1000 km de Suzuka | 3 décembre | 23 | Nissan Motorsports | Kazuyoshi Hoshino Toshio Suzuki | Nissan VRH35Z 3.5L Turbo V8 | Accident   |
| 1000 km de Suzuka | 3 décembre | 24 | Nissan Motorsports | Anders Olofsson Masahiro Hasemi | #03                         | 10e        |
| 1000 km de Suzuka | 3 décembre | 24 | Nissan Motorsports | Anders Olofsson Masahiro Hasemi | Nissan VRH35Z 3.5L Turbo V8 | 10e        |

| Course      | Date         | no | Écurie                           | Pilotes         | Châssis                     | Classement |
| Course      | Date         | no | Écurie                           | Pilotes         | Moteur                      | Classement |
| ----------- | ------------ | -- | -------------------------------- | --------------- | --------------------------- | ---------- |
| Diepholz    | 6 août       | 23 | Nissan Motor Sports Europe       | Martin Donnelly | #01                         | 1er        |
| Diepholz    | 6 août       | 23 | Nissan Motor Sports Europe       | Martin Donnelly | Nissan VRH35Z 3.5L Turbo V8 | 1er        |
| Nürburgring | 24 septembre | 23 | Nissan Motorsports International | Julian Bailey   | #01                         | 3e         |
| Nürburgring | 24 septembre | 23 | Nissan Motorsports International | Julian Bailey   | Nissan VRH35Z 3.5L Turbo V8 | 3e         |